# Onthophagus andalusicus
Onthophagus andalusicus är en skalbaggsart som beskrevs av Joseph Waltl 1835. Onthophagus andalusicus ingår i släktet Onthophagus, och familjen bladhorningar. Utöver nominatformen finns också underarten O. a. persianus.